# Кривянское сельское поселение
Кривянское сельское поселение — муниципальное образование в Октябрьском районе Ростовской области. 
Административный центр поселения — станица Кривянская.

## Административное устройство
В состав Кривянского сельского поселения входит 1 населённый пункт:
- станица Кривянская.

## Население
| 2010   | 2012    | 2013    | 2014  | 2015  | 2016  | 2017  |
| ------ | ------- | ------- | ----- | ----- | ----- | ----- |
| 10 423 | ↘10 274 | ↘10 135 | ↘9999 | ↘9928 | ↘9869 | ↘9811 |
| 2018   | 2019    | 2020    | 2021  |       |       |       |
| ↘9734  | ↘9673   | ↘9636   | ↘9606 |       |       |       |